# 永乐

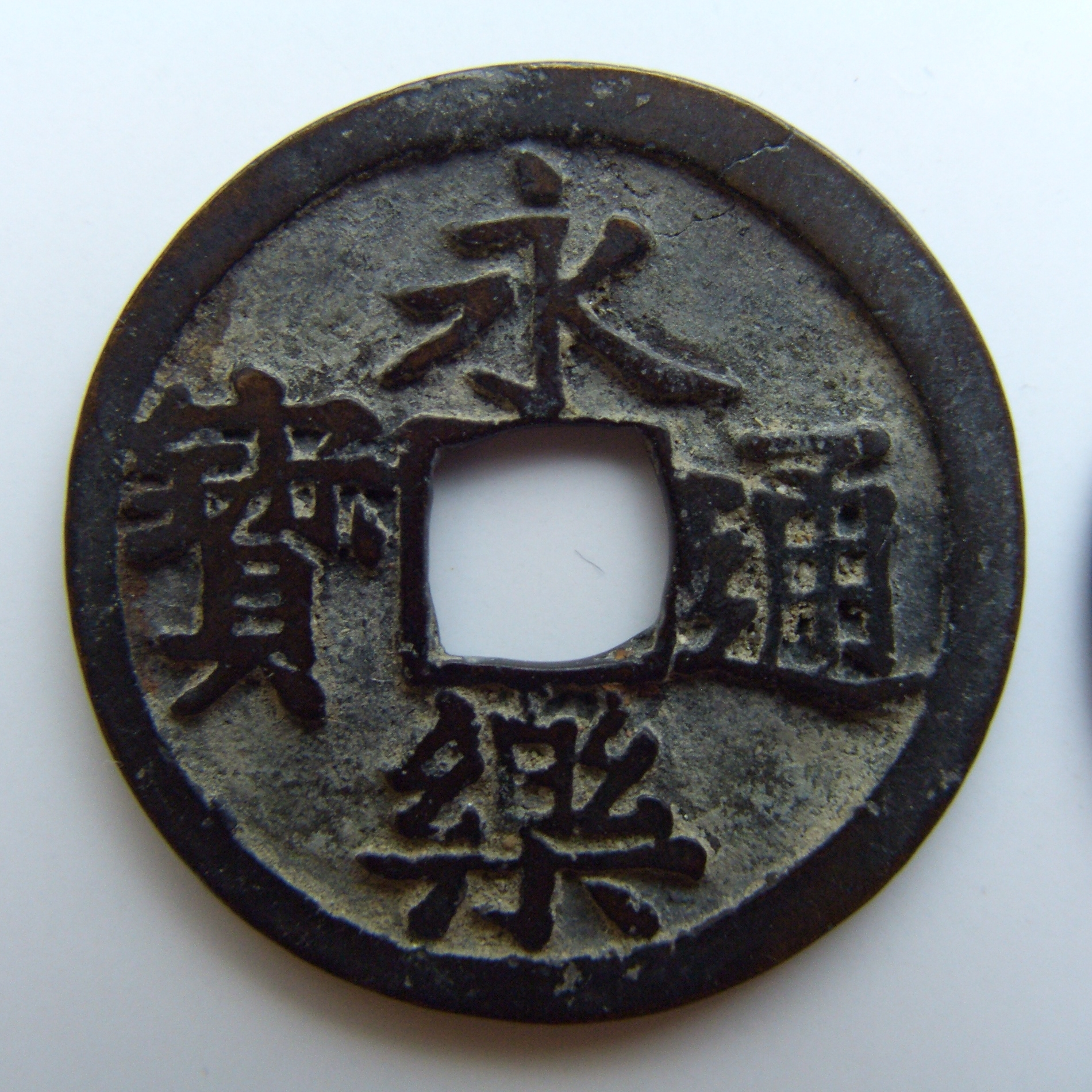
永乐通宝

永乐（1403年—1424年）为明朝第三个皇帝明成祖的年号，共二十二年。永乐年间，明朝国势强盛，经济持续发展，史称永乐盛世。
明成祖原為燕王，建文四年（1402年）在靖難之役中奪取了皇位，改建文四年為洪武三十五年。最初原擬定翌年年號為「永清」，後來改年號為「永樂」。
永乐二十二年八月十五日明仁宗即位时沿用永乐年号，翌年改元洪熙。

## 重要趋势
- 削藩以鞏固君权
- 创设內阁
- 信用宦官
- 此時期的青白花瓷品質佳，製作手法精巧[5]

## 大事记
- 永乐元年（1403年）
  - 正月：宴诸王于华盖殿。立北平布政司为京师，诏改北平为北京。
- 永乐二年（1404年）
  - 四月：以僧道衍为太子少师，复姚姓，赐名广孝。立世子朱高炽为皇太子，封朱高煦为汉王、朱高燧为赵王。
- 永乐三年（1405年）
  - 六月：遣中官郑和出使西洋诸国。
- 永乐四年（1406年）
  - 闰七月：以明年五月建北京宫殿，分遣宋礼等采木烧砖。命泰宁侯陈珪董治其事。
- 永乐五年（1407年）
  - 七月：皇后徐氏卒。十月谥曰仁孝皇后。
  - 九月：郑和还。
  - 十一月：修《永乐大典》成。凡二万二千九百三十七卷。
  - 十二月：郑和二次出使西洋。
- 永乐七年（1409年）
  - 二月：帝北巡，皇太子监国。册贵妃张氏、贤妃权氏、顺妃任氏、昭容王氏、昭仪李氏、婕妤李氏、美人崔氏。
  - 四月：选陵地于昌平，封其山曰天寿山。
- 永乐八年（1410年）
  - 二月：命皇长孙留守北京。帝亲征塞外，获胜，七月还北京。十月回南京。
  - 黄河泛滥，这一年秋，河堤决口，坏开封旧城，致使1.4万户人口罹难，淹没农田7500余顷，到十二月又坏城200余丈。
- 永乐九年（1411年）
  - 十一月：立朱瞻基为皇太孙。行冠礼于华盖殿。
- 永乐十年（1412年）
  - 十月：皇太孙演武于方山，甘露降，群臣表贺。
  - 十一月：太监郑和敕往赐满剌加、爪哇等国。
- 永乐十一年（1413年）
  - 正月：仁孝皇后梓宫发京师，汉王护行。天寿山陵成，名曰长陵。
  - 二月：帝北巡，发自南京，皇太孙从。仁孝皇后葬长陵。
  - 四月：帝至北京。
- 永乐十二年（1414年）
  - 六月：帝大败瓦剌，追至图拉河，班师。
- 永乐十三年（1415年）
  - 五月：汉王朱高煦屡行不法事，囚之，将废为庶人。太子力救，乃削两护卫，徙封乐安。怀有异谋。
- 永乐十四年（1416年）
  - 八月：作北京西宫。
  - 九月：帝还南京。
  - 十一月：复议建北京宫殿。
  - 十二月：遣郑和复使西洋。
- 永乐十五年（1417年）
  - 二月：谷王橞恃建文四年为燕兵开金川门功，甚骄肆，夺民田，杀无罪之人，欲谋反，废为庶人。命泰宁侯陈珪仍督北京营建事。命安远侯柳升、成山侯王通副之。
  - 四月：北京西宫成。
  - 五月：帝至北京。御西宫新殿受朝贺。
  - 七月：册胡氏为皇太孙妃。
- 永乐十六年（1418年）
  - 三月：太子少师姚广孝卒。
- 永乐十八年（1420年）
  - 闰正月：以学士杨荣、金幼孜为文渊阁大学士。
  - 八月：北京始设东厂。
  - 九月：北京宫殿将成，遣行在户部尚书夏原吉敕召皇太子，期十二月终至北京。又命皇太孙从行。谕行在礼部，明年元旦定北京为京师，去行在之称，设六部，并取南京诸司印给北京各衙门，别铸南诸司印加“南京”二字。
  - 十一月：以迁都北京诏告天下。
  - 十二月：皇太子、皇太孙至京师。北京新宫成，规制如南京，加壮。自戊子（永乐六年）六月肇工，历十三年至是成。论营建功，擢工部郎中蔡信为工部右侍郎，余升赉有差。
- 永乐十九年（1421年）
  - 正月朔：帝诣太庙奉五庙神主，皇太子诣郊坛奉安天地神主，皇太孙诣社稷坛奉安神主，黔国公沐晟诣山川坛奉安山川诸神主。帝御奉天殿受朝贺，大宴群臣。命郑和复使西洋。
  - 四月：奉天、华盖、谨身三殿灾，遂下詔暫停下西洋事宜。
- 永乐二十年（1422年）
  - 正月：帝力排众谏，决意亲征塞北阿鲁台，命皇太子监国。
  - 八月：以大胜班师，九月回北京。
  - 闰十二月：乾清宫灾。
- 永乐二十一年（1423年）
  - 五月：常山护卫指挥孟遇等欲毒杀永乐帝，然后废太子，立赵王朱高燧。事发，孟贤等伏诛，由于太子解救，高燧得免死。
  - 七月：阿鲁台又来犯，帝复亲征。
- 永乐二十二年（1424年）
  - 正月：复命郑和使西洋。
  - 四月：帝自北京出发，率先命集中山西、山东、河南、陕西、辽东五都司及另三卫兵会合于宣府之大军北征。命皇太子监国，大学士杨荣、金幼孜扈从，杨士奇辅助太子。
  - 七月十七日：驻于榆木川。太宗病危，召英国公张辅受遗命：“传位皇太子”。次日，卒，年六十五。
  - 八月十五日：皇太子即皇帝位。以明年为洪熙元年。进杨荣太常寺卿、金幼孜户部侍郎仍兼大学士，杨士奇礼部左侍郎兼华盖殿大学士，黄淮通政使兼武英殿大学士，俱掌内制。
  - 九月：上永乐帝谥号为“太宗体天弘道高明广运圣武神功纯仁至孝文皇帝”，后曰“仁孝慈懿诚明庄献配天齐圣文皇后”。
  - 十月：立太子妃张氏为皇后，并册贵妃郭氏、贤妃李氏、惠妃赵氏、淑妃王氏、昭容王氏。册皇太孙朱瞻基为皇太子、妃胡氏。封王及王世子一批。
  - 十二月：葬太宗文皇帝于长陵。

## 重要人物
- 郑和（七下西洋，当中前六次为永乐帝所遣）
- 仁孝皇后

## 公元纪年对照表
| 永乐 | 元年   | 2年    | 3年    | 4年    | 5年    | 6年    | 7年    | 8年    | 9年    | 10年   |
| ---- | ------ | ------ | ------ | ------ | ------ | ------ | ------ | ------ | ------ | ------ |
| 公元 | 1403年 | 1404年 | 1405年 | 1406年 | 1407年 | 1408年 | 1409年 | 1410年 | 1411年 | 1412年 |
| 干支 | 癸未   | 甲申   | 乙酉   | 丙戌   | 丁亥   | 戊子   | 己丑   | 庚寅   | 辛卯   | 壬辰   |
| 永乐 | 11年   | 12年   | 13年   | 14年   | 15年   | 16年   | 17年   | 18年   | 19年   | 20年   |
| 公元 | 1413年 | 1414年 | 1415年 | 1416年 | 1417年 | 1418年 | 1419年 | 1420年 | 1421年 | 1422年 |
| 干支 | 癸巳   | 甲午   | 乙未   | 丙申   | 丁酉   | 戊戌   | 己亥   | 庚子   | 辛丑   | 壬寅   |
| 永乐 | 21年   | 22年   |        |        |        |        |        |        |        |        |
| 公元 | 1423年 | 1424年 |        |        |        |        |        |        |        |        |
| 干支 | 癸卯   | 甲辰   |        |        |        |        |        |        |        |        |

## 同期存在的其他政权年号
- 越南
  - 紹成（1401年－1403年）：胡朝—胡汉苍之年號
  - 開大（1404年－1407年）：胡朝—胡汉苍之年號
  - 兴庆（1407年－1409年）：后陈朝—简定帝陳頠之年號
  - 重光（1409年－1414年）：后陈朝—重光帝陳季擴之年號
  - 永寧（1420年或1417年－1421年）：交趾承宣布政使司—范玉之年号
  - 永天（1420年）：交趾承宣布政使司—黎餓之年号
- 日本
  - 应永（1394年－1428年）：后小松天皇、称光天皇之年號

## 深入閱讀
- 李崇智. . 北京: 中華書局. 2004年12月. ISBN 7101025129.
- 鄧洪波. . 臺北: 國立臺灣大學東亞經典與文化研究計劃. 2005年3月  [2021-11-26]. ISBN 9789860005189. （原始内容 (pdf)存档于2007-08-25）.